# Николаев, Олег Владимирович (футболист)
Олег Владимирович Николаев (21 мая 1998, Луганск) — российский футболист, защитник клуба «Черноморец».

## Биография
Родился в Луганске, Украина, в возрасте семи лет переехал с семьёй в российский Волгоград к родителям матери. Отец и старший на 8 лет брат играли в футбол крайними полузащитниками. В 2005 году стал заниматься в школе «Олимпии». В группе 1998 года рождения тренировался у Владимира Шипихина, позже в группе 1997 года рождения — у Дмитрия Широкова. В первенстве Волгограда и области играл за «Олимпию-97» и взрослую команду.
24 июля 2016 года в гостевом матче 1/128 финала Кубка России 2016/17 против «Энергомаша» (2:2, 1:2, пен.) дебютировал в составе «Ротора-Волгоград», выйдя на 65-й минуте. Через 4 дня дебютировал в ПФЛ. Вместе с командой выиграл в том сезоне первенство ПФЛ, а в сезоне 2019/20 — первенство ФНЛ. В премьер-лиге дебютировал 11 августа 2020 года в домашнем матче первого тура против «Зенита» (0:2), выйдя на 82-й минуте.